# Conservación del tigre
El tigre es una especie icónica. La conservación del tigre intenta evitar que el animal se extinga y preservar su hábitat natural. Este es uno de los principales objetivos de la comunidad internacional de conservación animal. La Convención sobre el Comercio Internacional de Especies Amenazadas de Fauna y Flora Silvestres (CITES) ha jugado un papel crucial en la mejora de 
los esfuerzos internacionales para la conservación del tigre.

## CITES
CITES es una red de gobernanza internacional que emplea herramientas y medidas que se adaptan y se vuelven más eficientes con el tiempo. Una medida dirigida específicamente a proteger al tigre es visible en los esfuerzos de la red para prohibir el comercio de tigres o derivados del tigre. Los miembros de CITES han acordado adherirse a esta prohibición de comercio internacional; una vez que un estado miembro ratifica e implementa CITES, prohíbe dicho comercio dentro de sus fronteras nacionales.
La Secretaría CITES es administrada por el PNUMA, que trabaja en estrecha colaboración con ONG como The Trade Records Analysis of Flora and Fauna in Commerce (TRAFFIC) para ayudar a los Estados miembros con la implementación de la convención. Los Estados reciben capacitación e información sobre los requisitos (cuando es necesario), y su progreso y cumplimiento son monitoreados y evaluados.
Para que la CITES funcione con eficacia, se requiere la participación de instituciones, ONG, la sociedad civil y los Estados miembros: especialmente los países miembros del área de distribución del tigre asiático. Los países del área de distribución del tigre (TRC, por sus siglas en inglés), países donde los tigres aún deambulan libremente, son:
- Bangladés
- Bután
- Camboya
- China
- India (lidera casi el 70% de la población)
- Indonesia
- Laos
- Malasia
- Birmania
- Nepal
- Rusia
- Tailandia
- Vietnam
- Corea del Norte

Si bien no ha habido avistamientos recientes de tigres en Corea del Norte, es el único país de la lista que no ha ratificado la CITES.
Los 13 TRC que son Estados miembros de CITES celebraron recientemente una conferencia en Rusia y prometieron en conjunto duplicar el número estimado de tigres que quedan en la naturaleza (3200). La caza furtiva, sin embargo, sigue siendo un problema muy importante en los 13 TRC, a pesar de la implementación de las regulaciones CITES dentro de sus fronteras.
En la 15.ª conferencia de CITES celebrada en Doha, Catar, en marzo de 2010, todos los miembros del partido acordaron acuerdos más estrictos entre los Estados miembros para proteger al tigre. Sin embargo, las Naciones Unidas advirtieron que los tigres aún corren el riesgo de extinguirse ya que los Estados miembros actualmente no están tomando medidas drásticas contra el comercio ilegal de tigres y derivados del tigre dentro de sus fronteras.
Aunque CITES ha tenido éxito en frenar este comercio ilegal, CITES como institución internacional depende de los Estados miembros para implementar convenciones de manera efectiva dentro de sus fronteras nacionales. La calidad de dicha implementación varía significativamente dentro de los Estados miembros. Por ejemplo, Tailandia implementó las políticas de CITES a un nivel muy alto, pero el comercio ilegal de tigres aún es abundante en este país. Una estructura de gobernanza como CITES es impotente para controlar problemas como la caza furtiva a menos que cuente con la plena cooperación de todos los actores, incluido el estado.
Otra razón por la que CITES parece estar fallando podría atribuirse a la naturaleza lucrativa del comercio de tigres. El Banco Mundial estima que el comercio internacional ilegal de vida silvestre en el mercado negro tiene un valor estimado de 10 mil millones USD 
por año. Con la venta de un esqueleto de tigre, un cazador furtivo podría ganar una cantidad igual a lo que ganaría un trabajador en 10 años.

## India

Comparación en distribución históricamente y 2006.

El Proyecto Tigre, iniciado en 1973, es un gran esfuerzo para conservar el tigre y sus hábitats en la India. A principios del siglo XX, una estimación de la población de tigres en India situó la cifra en 40 000, sin embargo, un censo de tigres indios realizado en 1972 reveló la existencia de solo 1827 tigres. Varias presiones en la última parte del siglo XX llevaron a la disminución progresiva de la vida silvestre, lo que resultó en la perturbación de los hábitats viables de los tigres. En la reunión de la Asamblea General de la Unión Internacional para la Conservación de la Naturaleza y los Recursos Naturales (UICN) en Delhi en 1969, se expresó una gran preocupación por la amenaza para varias especies de vida silvestre y la reducción de la vida silvestre en la India debido a la caza furtiva. En 1970 se impuso una prohibición nacional a la caza de tigres y en 1972 entró en vigor la Ley de Protección de la Vida Silvestre. Luego se estableció el marco para formular un proyecto para la conservación del tigre con un enfoque ecológico.
El Proyecto Tigre tiene como objetivo la conservación del tigre en reservas de tigres especialmente constituidas, que son representativas de varias regiones biogeográficas del país. Se esfuerza por mantener poblaciones viables de tigres en su entorno natural. A partir de 2019, hay 50 reservas de tigres en India, que cubren un área de 37 761 km2 (14 580 millas cuadradas).
En el festival budista tibetano de Kalachakra en la India en enero de 2006, el Dalai Lama pronunció un fallo contra el uso, la venta o la compra de animales salvajes, sus productos o derivados. Cuando los peregrinos tibetanos regresaron al Tíbet después, sus palabras dieron como resultado la destrucción generalizada por parte de los tibetanos de sus pieles de animales salvajes, incluidas las pieles de tigre y leopardo utilizadas como prendas ornamentales.
En 2010, India firmó un acuerdo, junto con otros 12 países con poblaciones de tigres, para duplicar su número de tigres para 2022. El censo de tigres de India de 2014 mostró una población de 2226, un fuerte aumento desde su mínimo histórico de 1411 en 2006 y un aumento de aproximadamente el 30 % de su población de tigres en 2011. Una encuesta exhaustiva de 2018 mostró una población de tigres de 2962, un aumento del 33 % con respecto a las cifras de 2014, aunque investigadores independientes y expertos en conservación han sugerido que las prometedoras cifras de tigres se utilicen con cierta precaución.

## China
En China, los tigres se convirtieron en el objetivo de campañas «anti-plagas» a gran escala a principios de la década de 1950, donde los hábitats adecuados se fragmentaron tras la deforestación y el reasentamiento de personas en áreas rurales, que cazaban tigres y especies de presa. Aunque la caza de tigres se prohibió en 1977, la población siguió disminuyendo y se considera extinta en el sur de China desde 2001. En la Reserva Natural Nacional de Hunchun, en el noreste de China, las cámaras trampa grabaron a un tigre con cuatro cachorros por primera vez en 2012. Durante estudios posteriores, se documentaron entre 27 y 34 tigres a lo largo de la frontera entre China y Rusia.
A principios de la década de 1970, como ocurriera en la Conferencia de las Naciones Unidas sobre el Medio Humano, China rechazó el movimiento ambientalista liderado por Occidente como un juicio político sobre el uso total de sus propios recursos. Sin embargo, esta postura se suavizó durante la década de 1980, cuando China salió del aislamiento diplomático y deseaba relaciones comerciales normales con los países occidentales. China se convirtió en parte del tratado CITES en 1981, reforzando los esfuerzos de conservación del tigre por parte de grupos transnacionales como Proyecto Tigre, que fueron apoyados por el Programa de las Naciones Unidas para el Desarrollo y el Banco Mundial. En 1988, China aprobó la Ley de Protección de la Vida Silvestre, que incluye al tigre como una especie protegida de Categoría I. En 1993, China prohibió el comercio de partes de tigre, lo que condujo a una caída en la cantidad de huesos de tigre recolectados para su uso en la medicina tradicional china.
Sin embargo, como el comercio de huesos de tigre se vio socavado por la legislación china efectiva en la década de 1990, el comercio de pieles de tigre por parte del pueblo tibetano surgió como una amenaza relativamente más importante para los tigres. A medida que aumentaba la riqueza en las áreas tibetanas, los cantantes y los participantes en las carreras de caballos tibetanas anuales comenzaron a usar chuba (abrigos hechos con pieles de tigre) con adornos más largos. La ropa de piel de tigre se convirtió en un estándar de belleza, e incluso obligatorio en las bodas, con familias tibetanas compitiendo para comprar pieles cada vez más grandes para demostrar su estatus social. En 2003, los funcionarios de aduanas chinos en el Tíbet interceptaron 31 tigres, 581 leopardos y 778 nutrias, que si se vendieran en la capital tibetana de Lhasa habrían obtenido 10.000, 850 y 250 dólares respectivamente. En 2004, organizaciones conservacionistas internacionales como el Fondo Mundial para la Naturaleza, Fauna y Flora Internacional y Conservación Internacional estaban apuntando a los tibetanos en China en campañas de propaganda ambiental exitosas contra el comercio de piel de tigre. En el verano de 2005, la Agencia de Investigación Ambiental envió equipos encubiertos a Litang y Nagchu para filmar la documentación de las violaciones tibetanas de la ley ambiental china para enviarla a la oficina CITES de China. En abril de 2005, Care for the Wild International y Wildlife Trust of India confrontaron al decimocuarto Dalai Lama sobre el comercio tibetano, y su respuesta fue registrada como «incómoda» y «emboscada», con sospechas contra las ONG por tratar de «dramatizar» la situación al «hacer parecer como si los tibetanos fueran los culpables».
Aunque los relatos populares desde la década de 1980 han retratado a los tibetanos como «que siempre han vivido en armonía con la tierra», según la profesora de geografía Emily Yeh, «ninguno de los siete libros del decimocuarto Dalai Lama se publicó antes de 1985, ni las entrevistas que concedió desde su llegada a la India en 1959 hasta mediados de la década de 1980, hacen referencia a cuestiones medioambientales o a la relación entre el budismo tibetano y la ecología». Sin embargo, la campaña de la ONG en India amenazó la buena voluntad del gobierno indio hacia la Administración Central Tibetana del Dalai Lama; el ecologista indio Maneka Gandhi incluso propuso en televisión «echar a todos los tibetanos de la India [ya que] cada uno de ellos es un cazador furtivo». En mayo, el Dalai Lama fue confrontado en los Estados Unidos por activistas de la National Geographic Society con evidencia de que los tibetanos eran la causa principal del comercio ilegal de tigres en China; reaccionó describiéndose a sí mismo como «avergonzado». En el festival Kalachakra de 2006 en India, pronunció un discurso ante una audiencia de 10 000 personas, incluidos 8000 tibetanos de China, en el que condenó «seguir el mal ejemplo de las prendas ostentosas hechas con pieles de tigre y leopardo que usan algunas deidades protectoras como Dgra lha» como «vergonzoso». El discurso no hizo referencia a cuestiones éticas o religiosas relacionadas con la matanza de animales, sino que se centró en la reputación de los exiliados tibetanos y su estatus amenazado como ciudadanos de la India. Posteriormente, el Dalai Lama se atribuyó en un comunicado de prensa los incidentes de tibetanos que quemaban sus chubas, al tiempo que denunció el arresto de quienes cumplían con las normas ambientales como una declaración política en su apoyo.

## Otras áreas
La cubierta forestal en Vietnam se ha reducido a menos del 15 % de la extensión original antes de la década de 1940, debido a la guerra, la tala ilegal y las prácticas agrícolas de tala y quema. El tigre está legalmente protegido en el país desde 1960, pero el comercio de partes del cuerpo del tigre continuó hasta mediados de la década de 1990. Los tigres todavía estaban presentes en el norte de Vietnam en la frontera con China en la década de 1990. A partir de 2015, esta población se considera posiblemente extinta. La población de tigres en Laos ya estaba agotada cuando se establecieron las Áreas Nacionales de Conservación de la Biodiversidad en 1993. A fines de la década de 1990, los tigres todavía estaban presentes en al menos cinco áreas de conservación. La caza de tigres para el comercio ilegal de partes del cuerpo y la caza oportunista de especies de presas de tigres se consideraban las principales amenazas para la población de tigres del país. Se registraron cinco tigres en el Área Nacional Protegida de Nam Et-Phou Louey entre abril de 2003 y junio de 2004. Las grandes especies de presas silvestres se encontraban en bajas densidades, por lo que los tigres cazaban presas pequeñas y ganado, lo que probablemente afectaba negativamente a su reproducción.
En Camboya, se avistaron tigres en áreas forestales remotas a mediados de la década de 1980. Las áreas protegidas se establecieron en 1993, pero grandes extensiones de bosque fuera de estas áreas se entregaron como concesiones madereras a empresas extranjeras. En 1998, los cazadores entrevistados corroboraron la presencia de tigres en las montañas Cardamom y Dâmrei. Durante los censos realizados entre 1999 y 2007 en nueve áreas protegidas y más de 300 lugares en todo el país, se registraron tigres solo en el Bosque de Protección Mondulkiri y en el parque nacional Virachey. Por lo tanto, la población de tigres del país se consideraba extremadamente pequeña. A partir de 2015, se considera posiblemente extinta. En Tailandia, los bosques se protegieron mediante el establecimiento de 81 parques nacionales, 39 santuarios de vida silvestre y 49 áreas de no caza entre 1962 y 1996, incluidas 12 áreas protegidas que superan los 1000 km² (390 millas cuadradas). La tala fue prohibida en 1989. A pesar de esta extensa red de áreas protegidas, se registraron tigres en 10 de los 17 complejos de áreas protegidas durante los estudios realizados en todo el país entre 2004 y 2007. La densidad de tigres fue menor que la prevista sobre la base del hábitat forestal disponible. La población de tigres de Birmania se limitó a la región de Tanintharyi y al Santuario de Vida Silvestre del Valle de Hukawng en 2006. En Malasia peninsular, los tigres se encuentran solo en cuatro áreas protegidas que superan los 400 km² (150 millas cuadradas). El último tigre de Singapur recibió un disparo en 1932.

## Organizaciones conservacionistas
Una de las mayores amenazas para las poblaciones de tigres es la fragmentación del hábitat. Un programa llamado Terai-Arc Landscape (TAL) ha estado trabajando directamente con la mejora de los hábitats de los tigres, específicamente los hábitats fragmentados en Nepal y el norte de la India. Su principal estrategia es vincular las subpoblaciones de tigres que han sido separadas mediante la creación de corredores especiales para tigres que conecten los hábitats fragmentados. Los corredores están construidos para promover la migración y/o la dispersión de ciertas poblaciones de tigres, dándoles la capacidad de unirse con otros tigres. Darles a los tigres la capacidad de aparearse con una selección más grande de individuos aumentará el acervo genético de los tigres, lo que conducirá a una mayor diversidad, tasas de natalidad más altas y una mayor supervivencia de los cachorros.
Panthera es una organización de conservación cuyo principal objetivo es preservar los felinos salvajes centrándose en los tigres, leones, leopardos de las nieves y jaguares. En julio de 2006, Panthera colaboró con la Sociedad para la Conservación de la Vida Silvestre (WCS) para formar Tigers Forever, uno de sus principales proyectos de tigres. Tigers Forever planea aumentar la cantidad de tigres en áreas clave en un 50 % durante diez años. Las áreas clave incluyen: India, Myanmar, Tailandia, Laos, Malasia e Indonesia. Este proyecto es experimental y espera aumentar la cantidad de tigres eliminando las amenazas humanas y monitoreando las poblaciones de tigres y presas. Para lograr estos objetivos, están aumentando la cantidad y calidad de la aplicación de la ley en estas áreas y trabajando con informantes para atrapar a los cazadores furtivos. Otro proyecto encabezado por Panthera es la Iniciativa del Corredor del Tigre (TCI). El desarrollo humano en los países del área de distribución del tigre (TRC, por sus siglas en inglés) ha dejado muchos hábitats de tigres fragmentados. La fragmentación del hábitat conduce a una división de las poblaciones de tigres, lo que reduce el acervo genético y dificulta la reproducción de los tigres. El TCI es un proyecto nuevo, muy similar al proyecto Terai-Arc Landscape (TAL) que planea vincular las poblaciones centrales protegidas de tigres entre sí mediante corredores que proporcionarán un paso seguro para los tigres. Esto permitirá que las poblaciones separadas de tigres tengan acceso entre sí, lo que en teoría debería aumentar la cantidad de tigres y la diversidad genética.
Otra organización involucrada con la conservación de los tigres es Save the Tiger Fund (STF). El STF fue fundado en 1995 por la Fundación Nacional de Pesca y Vida Silvestre (NFWF) y se centra en la conservación de los tigres salvajes. El STF ha contribuido con más de 10,6 millones USD y ha participado en un total de 196 esfuerzos de conservación que brindan una serie de servicios para ayudar a mitigar el conflicto entre humanos y tigres, proteger los hábitats de los tigres, investigar la ecología de los tigres, monitorear las poblaciones de tigres y educar a los lugareños sobre la importancia de salvar al tigre. El STF también participa en un programa de subvenciones y ha otorgado un total de $1700,300 millones en forma de 33600 subvenciones a los países del área de distribución del tigre (TRC, por sus siglas en inglés) para ayudar a proteger las poblaciones existentes. ExxonMobil es el contribuyente número uno del STF, donando casi 12 millones USD entre 1995 y 2004. Actualmente, el STF se ha asociado con Panthera para formar la Asociación STF-Panthera. Planean combinar su experiencia en la conservación del tigre para ayudar a salvar al tigre salvaje.
El Fondo Mundial para la Naturaleza (WWF) también contribuye a la conservación del tigre. Se han fijado una meta ambiciosa llamada Tx2 para duplicar la población de tigres salvajes para 2022, el próximo año chino del tigre. Para alcanzar este objetivo, sus principales esfuerzos radican en proteger los paisajes donde sienten que los tigres tienen la mayor posibilidad de sobrevivir y aumentar, prevenir la caza furtiva y trabajar para disminuir la demanda de partes de tigre. Gran parte de la financiación de este proyecto proviene de una asociación entre WWF y Leonardo DiCaprio llamada Save Tigers Now. Save Tigers Now se centra en la recaudación de fondos para ayudar a WWF a alcanzar su objetivo Tx2. Durante el último Año del Tigre, 2010, se llevó a cabo en Rusia una cumbre llamada Foro Internacional para la Conservación del Tigre para discutir los esfuerzos para salvar al tigre. Esta reunión generó contribuciones por un total de $127 millones de los gobiernos involucrados para apoyar la conservación del tigre y un acuerdo para participar en el Programa Global de Recuperación del Tigre desarrollado por la Iniciativa Global del Tigre durante los próximos cinco años de los 13 países del área de distribución del tigre.
La Iniciativa Global del Tigre es una alianza entre gobiernos creada en junio de 2008 para salvar a los tigres salvajes de la extinción. Entre otros programas de conservación exitosos, la GTI desarrolló el Programa Global de Recuperación del Tigre (GRTP) para ayudar a alcanzar la meta de duplicar el número de tigres salvajes a través de una gestión y restauración eficaces de los hábitats de los tigres; la eliminación de la caza furtiva, el contrabando y el comercio ilegal de tigres y sus partes; colaboración para gestionar las fronteras y detener el comercio ilegal; trabajar con las comunidades indígenas y locales; y devolver a los tigres a su área de distribución anterior.

## Técnicas de recopulación de datos
Se requiere la recopilación de datos para saber dónde se deben aplicar los esfuerzos y recursos de conservación. Para recopilar dichos datos, se han utilizado técnicas como collares de radio y modelos de estimación de población de captura y recaptura para recopilar números de población. Para especificar, la «búsqueda de tigres» es un método básico que implica montar elefantes o conducir vehículos todoterreno en el territorio de los tigres e identificar a los individuos, así como su ubicación. La técnica del censo pugmark también se utiliza durante estos viajes. Esto implica observar huellas de patas en el suelo y tomar medidas de ancho, largo y hendidura para determinar el individuo que estaba en el lugar. Los perros también se utilizan para ayudar a rastrear al tigre por el olfato. Una vez que se encuentran los tigres, se toman fotografías, dibujos y notas sobre el sexo, la ubicación y otros detalles del individuo y se envían al campamento de estudio. También hay múltiples reservas que permiten a los turistas guiados profesionales explorar a través de un mahout de elefantes, donde se registran los avistamientos si se ven tigres a lo largo de los senderos.
Otro método, conocido como «cámaras trampa», consiste en instalar cámaras topográficas que se activan cuando se detecta movimiento y tomarán espontáneamente múltiples fotografías del área. Las cámaras trampa no se usan con frecuencia en la administración de reservas debido a su costo y la necesidad de personal capacitado para operar el equipo, pero se están volviendo más comunes en la investigación de tigres debido a su precisión.

## Proyectos de reconstrucción y reintroducción

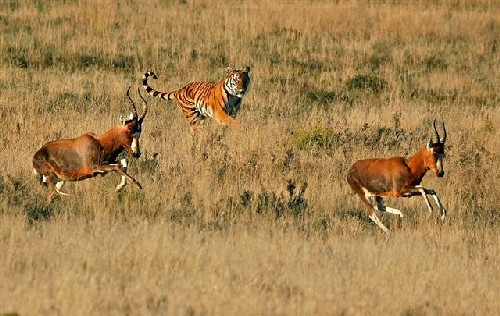
Un tigre del sur de China cazando a un blesbok en Sudáfrica.

En 1978, el conservacionista indio Billy Arjan Singh intentó recuperar una tigresa criada en cautiverio en el parque nacional Dudhwa. Poco después de la liberación, numerosas personas fueron asesinadas y devoradas por una tigresa que posteriormente recibió un disparo. Los funcionarios del gobierno afirmaron que era Tara, aunque Singh lo cuestionó. Más controversia estalló con el descubrimiento de que Tara era en parte un tigre siberiano. Los tigres fueron reintroducidos en la Reserva de Tigres de Sariska en 2008 y en la Reserva de Tigres de Panna en 2009.
La organización Save China's Tigers ha intentado recuperar a los tigres del sur de China, con un programa de cría y entrenamiento en una reserva sudafricana conocida como Laohu Valley Reserve (LVR) y finalmente reintroducirlos en la naturaleza de China.
Se propuso un futuro proyecto de reconstrucción para los tigres siberianos que se reintroducirán en el parque del Pleistoceno del norte de Rusia. Los tigres siberianos enviados a Irán para un proyecto de cría en cautiverio en Teherán están destinados a ser salvajes y reintroducidos en la península de Miankaleh, para reemplazar a los ahora extintos tigres del Caspi.